# Nông Trường
Nông Trường là một xã thuộc huyện Triệu Sơn, tỉnh Thanh Hóa.

## Lược sử
Thời Hậu Lê, nơi đây có tên là Lan Khê thuộc phủ Nông Cống. Xã này nằm bên tuyến kênh Nhà Lê, là tuyến đường thủy đầu tiên trong lịch sử Việt Nam từ kinh đô Hoa Lư đến Đèo Ngang và được xem là tuyến đường Hồ Chí Minh trên sông vì những đóng góp cho các cuộc chiến tranh của người Việt.
Xã được nhà nước Việt Nam phong danh hiệu xã Anh hùng (năm 2000)(?)

## Di tích - Danh thắng
- Nhà thờ Tiến sĩ Nguyễn Hiệu và Nguyễn Hoàn

## Nhân vật nổi bật
- Nguyễn Hiệu: Tiến sĩ khoa Canh Thìn 1700 đời vua Lê Hy Tông
- Nguyễn Hoàn: Tiến sĩ khoa Quý Hợi 1743 đời vua Lê Hiển Tông
- Tô Vĩnh Diện